# Altes Schloss Beihingen

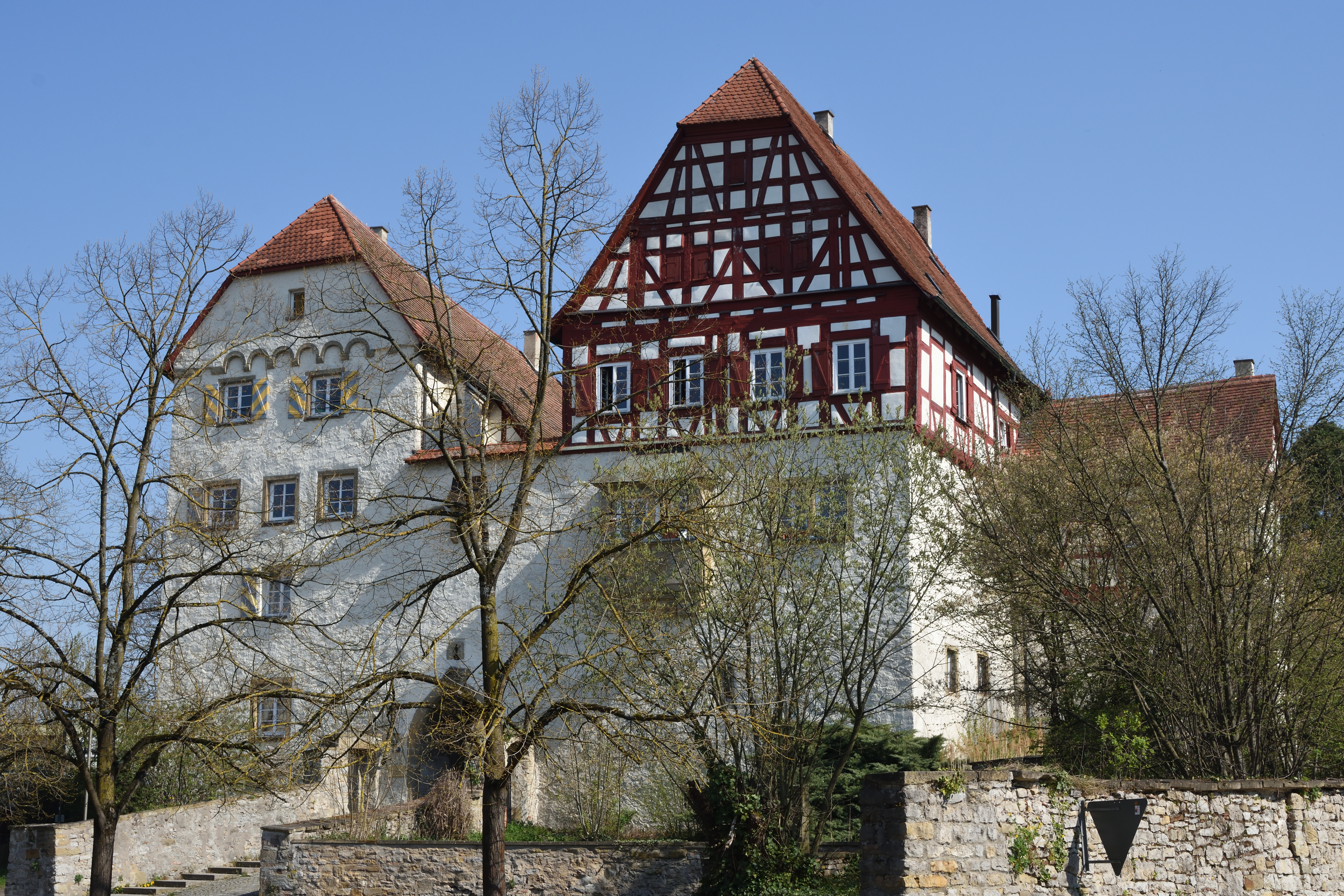
Schloss Beihingen

Das Alte Schloss Beihingen ist ein im 13. Jahrhundert errichtetes Schloss in Freiberg am Neckar im Landkreis Ludwigsburg in Baden-Württemberg. Es besteht aus zwei gegenüberliegenden Fachwerkbauten, die durch eine Mauer umfriedet werden.

## Geschichte
Der älteste Bau des Schlosses ist wahrscheinlich das sogenannte Steinhaus welches um 1480 gebaut wurde. Jedoch existierten bereits romanische Vorgängerbauten, von denen nur noch der Turm teilweise erhalten ist. Im 15. Jahrhundert muss die bisherige Burg auch weitgehend verändert worden sein, was sich beispielsweise an den Eck- und Wehrtürmen an der Südseite erkennen lässt. Bis zum Kauf Ludwig von Freibergs im Jahre 1534 gehörte das Schloss den Familien von Nothafft bzw. Stammheim. Unter den Herren von Freiberg erhielt die Burg ab 1546 ihr heutiges Aussehen. Nachdem die Burg mehrmals den Besitzer gewechselt hatte, kauften die Gemmingen 1710 das Schloss und bauten mehrere Ökonomiegebäude.
Im 19. Jahrhundert diente das Steinhaus als Wohnung des herrschaftlichen Verwalters. Nach dem Zweiten Weltkrieg war die Burg unbenutzt, bis sich 1965 die damals noch eigenständige Gemeinde Beihingen entschloss, das Schloss zu kaufen. Das Alte Schloss wurde 1969 nach umfangreichen dreijährigen Renovierungsarbeiten wiedereröffnet. Heute befinden sich im Schloss das Stadtarchiv, eine Bibliothek sowie elf Wohnungen.